# Список эпизодов телесериала «Волшебники»
Список эпизодов американского фэнтезийного телесериала «Волшебники».

## Обзор сезонов
| Сезон | Серии | Серии | Даты показа     | Даты показа     |
| Сезон | Серии | Серии | Первая серия    | Последняя серия |
| ----- | ----- | ----- | --------------- | --------------- |
| 1     | 13    | 13    | 16 декабря 2015 | 11 апреля 2016  |
| 2     | 13    | 13    | 25 января 2017  | 19 апреля 2017  |
| 3     | 13    | 13    | 10 января 2018  | 4 апреля 2018   |
| 4     | 13    | 13    | 23 января 2019  | 17 апреля 2019  |
| 5     | 13    | 13    | 15 января 2020  | 1 апреля 2020   |

## Эпизоды

### Сезон 1 (2015—2016)
| № общий | № в сезоне | Название                                                                      | Режиссёр          | Автор сценария                         | Дата премьеры   | Зрители в США (млн) |
| --- | ---------- | ----------------------------------------------------------------------------- | ----------------- | -------------------------------------- | --------------- | ------------------- |
| 1 | 1          | «Нелегальная магия» «Unauthorized Magic»                                      | Майк Кэхилл       | Сера Гэмбл и Джон Макнамара            | 16 декабря 2015 | 0,92                |
| Старые друзья Квентин Колдуотер и Джулия Уикер случайно попадают на своеобразный тест их волшебных навыков. Квентин проходит и принят в университет Брейкбиллс. Джулия не проходит тест и возвращается к своей обычной жизни, но ей удается сопротивляться стиранию ее памяти. Отказываясь признать, что она не может научиться магии, позже она знакомится с неким Питом, который предлагает обучить ее. В своем воображении Квентин встречает Джейн Чатвин из романов «Филлори и дальше», которая предупреждает его о Звере и оставляет его с сигилом (символ, обладающий магической силой), врезанным в его руку. Узнав символ, Элис просит помочь с заклинанием. Вместе с Пенни и Кэди они пытаются связаться с ее мертвым братом Чарли. Однако вместо этого они случайно вызывают Зверя, который на следующий день появляется в школе, нападая на учителя и декана. |            |                                                                               |                   |                                        |                 |                     |
| 2 | 2          | «Источник магии» «The Source Of Magic»                                        | Скотт Смит        | Сера Гэмбл                             | 25 января 2016  | 1,11                |
| Перл расследует инцидент в Брейкбиллс и дисциплинарные меры для виновных в нападении Зверя (Квентин, Элис, Пенни и Кэди), но Элайза, которая вызывается в качестве специалиста, отпускает их на испытательный срок. Джулия встречает Марину, когда та проходит тест, чтобы присоединиться к уличным ведьмам. Кэди тайно работает на Марину. |            |                                                                               |                   |                                        |                 |                     |
| 3 | 3          | «Последствия продвинутого заклинания» «Consequences Of Advanced Spellcasting» | Скотт Смит        | Генри Алонсо Майерс                    | 1 февраля 2016  | 0,90                |
| Элис и Квентин узнают, что ее брат Чарли был поглощен магией и превратился в ниффина (вредоносного духа чистой магии) пять лет назад. Когда они призывают его, он ведёт себя безумно и опасно, и им приходится заточить его. Тем временем Джулия изо всех сил пытается найти баланс между изучением магии и своей прошлой жизнью. Элиот ищет книгу, которую Кэди украла для Марины, благодаря второму тому этой книги, они приходят к уличным ведьмам, где Квентин сталкивается с Джулией. Между Квентином и Джулией происходит серьезная ссора. Пенни, после того, как по ошибке записан в класс по изучению психологических дисциплин, обнаруживает, что он является «путешественником» и имеет возможность путешествовать между мирами. |            |                                                                               |                   |                                        |                 |                     |
| 4 | 4          | «Мир в стенах» «The World In The Walls»                                       | Джеймс Л. Конуэй  | Джон Макнамара                         | 8 февраля 2016  | 0,75                |
| Квентин просыпается в психиатрической больнице, где его воспоминания о Брейкбиллс и магии рассматриваются как бред. Он видит всех своих знакомых, как психов, поёт песню Тейлор Свифт «Shake, shake, shake», флиртует с Пенни, наблюдает за развязной Элис, которая обещает с ним спариться, и многое другое. Установлено, что Джулия и Марина создали сложную галлюцинацию, и единственный способ вывести Квентина из этого состояния — это призвать демона-скарабея. Декан Фогг снижает охранные заклинания Брейкбиллс, и сделав это, позволяет Марине и Джулии войти. Затем они крадут воспоминания Марины о ее времени пребывания в Брейкбиллс, прежде чем она была исключена. Квентину, благодаря помощи Джейн Чатвин и Пенни, в его сознании, удается сбежать. Марина возвращает себе воспоминания и разрывает отношения с Джулией из-за ее предательства - она пыталась помочь декану Фоггу спасти Квентина. |            |                                                                               |                   |                                        |                 |                     |
| 5 | 5          | «Концовка, мажор и минор» «Mendings, Major And Minor»                         | Билл Иглс         | Дэвид Рид                              | 15 февраля 2016 | 0,75                |
| Квентин посещает дом после того, как его отцу ставят диагноз — неоперабельный рак мозга. Он не может осознать то, что магия не может спасти отца, и в конце концов рассказывает ему о магии. Джулия с помощью Пита пытается найти другие безопасные дома уличных волшебников в Нью-Йорке после разрыва отношений с Мариной, но никто другой не имеет столько же заклинаний. Марина стирает память Джеймсу (парень Джулии), чтобы она не рассказал ему о магии. Элис возвращается в Брейкбиллс, а Элиот и Марго пытаются воспользоваться ее связями, чтобы получить наставника. |            |                                                                               |                   |                                        |                 |                     |
| 6 | 6          | «Непрактичные применения» «Impractical Applications»                          | Джон Стюарт Скотт | Ли Фонг                                | 22 февраля 2016 | 0,65                |
| Первокурсники должны пройти ряд тестов, называемых «испытания» и придуманных студентами третьего курса. Во время прохождения испытаний, Квентин и Пенни находят общий язык, Элис и Квентин делятся личными секретами (это одно из испытаний), а Кэди признается Пенни, что она использовала его. Когда все первокурсники прошли испытания, они превращаются в гусей и улетают. Тем временем, пытаясь найти способ выкрасть заклинания у Марины, Джулия объединяется с уличной волшебницей, которая тоже имела дела с Мариной. Оказывается, что эта волшебница — мать Кэди. Кэди вынуждена работать на Марину, чтобы расплатиться за ошибки ее матери. Джулии и ее соратнице удается выкрасть сейф Марины, но Марина успевает спрятать заклинания и наложить проклятие на сейф. Мать Кэди погибает. Кэди не знает о смерти матери. |            |                                                                               |                   |                                        |                 |                     |
| 7 | 7          | «Обстоятельство Маяковского» «The Mayakovsky Circumstance»                    | Гай Норман Би     | Майк Мур и Джон Макнамара              | 29 февраля 2016 | 0,70                |
| Превратившись в гусей, Квентин и его однокурсники отправляются в филиал Брейкбилс в южной Антарктиде, где будут обучаться у профессора Маяковского. Элиот и Марго готовятся к путешествию на Ибицу. Они хотят приготовить необычный подарок организаторам вечеринки на Ибице и при помощи своих новых знакомых Майка и Тодда случайно призывают Джинна. Когда у Элиота и Майка внезапно начинается роман, Элиот решает остаться, и Марго едет на Ибицу с Тоддом. Сестра Джулии забирает ее из полиции, где она оказалась после смерти матери Кэди. Сестра уговаривает Джулию принять ее помощь(она считает, что у Джулии проблемы с алкоголем и наркотиками) и пройти курс реабилитации, пока их мать не узнала об этом. Маяковский способствует началу отношений между Квентином и Элис. Также он сообщает Кэди, что ее мать погибла и в Брейкбилс знают о ее кражах для Марины. Кэди приходится бежать, бросив все, что ей дорого. |            |                                                                               |                   |                                        |                 |                     |
| 8 | 8          | «Задушенное сердце» «The Strangled Heart»                                     | Ян Элиасберг      | Дэвид Рид                              | 7 марта 2016    | 0,67                |
| Элиот и Майк становятся намного ближе. Квентин и Элис делают перерыв, чтобы разобраться в своих чувствах. Майк нападает на Квентина, Пенни пытается его защитить и получает удар заколдованным клинком. Квентин и Элис находят в книгах «Филлори и дальше» похожую сцену и спасают Пенни от смерти. Майк пойман и говорит, что ничего не помнит. Когда Элайза допрашивает его, он узнает в ней Джейн Чатвин и убивает ее. При попытке побега он сталкивается с деканом Фоггом и Элиотом, и последний убивает Майка. В центре реабилитации Джулия встречает консультанта Ричарда, который тоже учился в Брейкбилс. Ричард рассказывает ей о его теории о связи религии и магии. |            |                                                                               |                   |                                        |                 |                     |
| 9 | 9          | «Кабинет» «The Writing Room»                                                  | Джеймс Л. Конуэй  | Сера Гэмбл                             | 14 марта 2016   | 0,71                |
| Квентин выясняет, что это Пенни забрал рукопись, которую ему дала Элайза в первом эпизоде. Пенни прочитал ее, а после выкинул. Эта рукопись была написана Джейн Чатвин, а не Кристофером Пловером, и в ней Джейн хотела раскрыть несоответствия остальных книг и реальности. Квентин, Элис, Пенни и Элиот отправляются в поместье Пловера в Англии, чтобы найти пуговицу, которая, согласно книге Джейн, является ключом в Филлори. В поместье, полном призраков, герои узнают шокирующие факты о жизни и таинственном исчезновении Кристофера Пловера и детей. Квентин приходит к выводу, что Пловер и есть Зверь. Джулия помогает Ричарду проникнуть в сознание парализованной женщины. |            |                                                                               |                   |                                        |                 |                     |
| 10 | 10         | «Возвращение» «Homecoming»                                                    | Джошуа Батлер     | Генри Алонсо Майерс                    | 21 марта 2016   | 0,78                |
| Прикоснувшись к пуговице, Пенни попадает в Срединные Земли — пространство между мирами. В Срединных Землях множество фонтанов, которые являются порталами. На него нападают местные воины, ему удается сбежать, но он потерялся и не может найти свой портал, чтобы вернуться домой. Пенни находит способ связаться с Квентином через его сон и узнает, что в Срединных Землях время течет намного медленнее (6 часов здесь против 6 недель на Земле). Пенни находит в Срединных Землях огромную библиотеку с множеством ценной информации. Квентин и Элис отправляются к ее родителям, чтобы найти человека, который сможет им помочь спасти Пенни. Им придется разобраться в их отношениях, чтобы исполнить заклинание, которое создаст маяк для Пенни. Элиот и Марго выясняют, что ее бывший приятель создал голема в ее образе. Джулия принимает в своем доме других волшебников, с которыми ее познакомил Ричард, включая Кэди. Ричард раскрывает им свой план призвать бога, как источник огромной магической силы, чтобы исправить ошибки прошлого. |            |                                                                               |                   |                                        |                 |                     |
| 11 | 11         | «Лечебная боевая магия» «Remedial Battle Magic»                               | Аманда Таппинг    | Ли Фонг                                | 28 марта 2016   | 0,72                |
| Квентин, Элис, Пенни, Элиот и Марго использую магию возможностей, чтобы определить их лучший шанс убить Зверя и выжить. Их шансы невелики. Единственный шанс, при котором они не умирают — это отправиться в Филлори и убить его там. Они изучают опасную боевую магию, чтобы пробраться через Срединные Земли. Зверь сводит с ума путешественников, доводя многих до самоубийства. Пенни пытается заглушить голоса в голове при помощи алкоголя и наркотиков и чуть не погибает. Профессор Сандерленд помогает ему справиться с этой проблемой. Эмоции мешают использовать боевую магию, поэтому герои используют зелье, которое на время заглушает все эмоции, но после наступает «похмелье» — все эмоции возвращаются многократно усиленные. Во время такого отходняка Квентин переспал с Марго и Элиотом, и Элис узнала об этом. Кэди и Джулия ищут способы вызвать бога. |            |                                                                               |                   |                                        |                 |                     |
| 12 | 12         | «Тридцать девять могил» «Thirty-Nine Graves»                                  | Гай Норман Би     | Ли Фонг и Генри Алонсо Майерс          | 4 апреля 2016   | 0,75                |
| Элис разрывает отношения с Квентином из-за измены и в качестве мести переспала с Пенни. Квентин, Элис, Пенни, Элиот и Марго отправляются в Срединные Земли, но попадают в засаду, и Квентин вместе с картой оказывается на Земле. Остальные скрываются в библиотеке, пока Элиот не сжигает книгу и их не выгоняют оттуда. Они встречают Джоша, одного из пропавших студентов Брейкбилс. Джош рассказывает им историю пропажи студентов. Тем временем на Земле Квентин обращается за помощью к декану Фоггу. Тот сообщает ему, что Элайза - это Джейн Чатвин. Джейн имела магические часы и могла создавать временную петлю, чтобы пробовать разные способы убить Зверя. Предыдущие 39 попыток заканчивались неудачей и смертью Квентина. Джейн каждый раз что-то меняла. Последним изменением было то, что Джулию не приняли в Брейкбилс, чтобы она изучала магию самостоятельно. Квентин примиряется с Джулией и рассказывает ей обо всем. Они находят способ попасть в Филлори, вернувшись в 1942 год и проследовав за Джейн Чатвин. |            |                                                                               |                   |                                        |                 |                     |
| 13 | 13         | «Ты принёс мне маленькие пирожные?» «Have You Brought Me Little Cakes»        | Скотт Смит        | Сера Гэмбл, Джон Макнамара и Дэвид Рид | 11 апреля 2016  | 0,68                |
| Попав в Филлори, Джулия и Квентин обнаружили, что Мартин Чатвин проследил за ними. Они заказывают у кузнеца клинок, который может убить Зверя, и встречают Хранительницу, будущую Джейн Чатвин. Она прощается с ними и переносит их в наше время. Квентин и Джулия находят остальных. Они получают клинок, но выясняется, что частью сделки является брак короля на дочери кузнеца. Королем оказывается Элиот. Квентин и Джулия находят Эмбера, он дает им свою силу, чтобы управлять клинком. Также он снимает с Джулии ложное воспоминание. Оказывается, что Ричард обманул ее. Вместо того, чтобы вызвать бога, они вызвали демона, который вселился в Ричарда, убил всех друзей Джулии (Кэди удалось сбежать) и изнасиловал ее. Джулия попросила Марину помочь ей и стереть это воспоминание. Тем временем, Элиот женился, а Пенни и Элис спасли из темницы Зверя Викторию и Кристофера Пловера. Выяснилось, что Зверь — это Мартин Чатвин. Джош и Виктория возвращаются на Землю. Остальные отправляются к источнику магии Филлори, чтобы убить Зверя. Зверь оказывается сильнее. Джулия хватает клинок и заключает со Зверем сделку — он должен помочь ей убить демона. Они исчезают, оставив остальных чуть живыми в Филлори. |            |                                                                               |                   |                                        |                 |                     |

### Сезон 2 (2017)
| № общий | № в сезоне | Название                                                                 | Режиссёр         | Автор сценария                    | Дата премьеры   | Зрители в США (млн) |
| --- | ---------- | ------------------------------------------------------------------------ | ---------------- | --------------------------------- | --------------- | ------------------- |
| 14 | 1          | «Рыцарь корон» «Knight Of Crowns»                                        | Крис Фишер       | Сера Гэмбл                        | 25 января 2017  | 1,29                |
| После встречи со Зверем герои решают, что им нужен новый план. Квентин бежит в лес, где натыкается на ведьму, которая соглашается помочь взамен на флакон крови. Друзья догоняют его. Элис объясняет, что она всё ещё обладает силой Бога и смогла всех излечить. Герои отправляются к источнику и обнаруживают, что Зверь практически осушил его. Пенни пытается воспользоваться силой волшебной реки, чтобы восстановить свои повреждённые руки, но оскорбляет хранителя реки, за что тот проклинает Пенни. Герои встречают рыцаря корон и выдерживают его испытание, после этого Элиот и Квентин становятся королями, а Элис и Марго — королевами Филлори, но вскоре они обнаруживают, что королевство находится в состоянии упадка. |            |                                                                          |                  |                                   |                 |                     |
| 15 | 2          | «Спа-отель "Зелья"» «Hotel Spa Potions»                                  | Крис Фишер       | Джон Макнамара                    | 1 февраля 2017  | 0,94                |
| Квентин, Элис, Пенни и Марго возвращаются в Брейкбилс в поисках магии, способной победить Зверя. С помощью декана Фогга они находят Бигби, бывшего профессора боевой магии. Элис учат боевым заклинаниям, а остальным героям Фогг вживляет Какодемонов, чтобы дать им дополнительное оружие против Зверя. Профессор Сандерленд снимает проклятие с рук Пенни. Жители Филлори страдают от голода из-за опустошенного источника, Элиот вынужден учить их сельскому хозяйству и земледелию. Джулия рассказывает Квентину, что Зверь наложил проклятие на всех монархов правящих Филлори. Рейнард продолжает убивать ведьм, что побуждает Марину объединиться с Джулией и Зверем, чтобы уничтожить злого бога. |            |                                                                          |                  |                                   |                 |                     |
| 16 | 3          | «Божественная ликвидация» «Divine Elimination»                           | Джон Скотт       | Генри Алонсо Майерс               | 8 февраля 2017  | 0,91                |
| Проклятие Зверя вызывает у Квентина, Элис, Элиота и Марго желание убить друг друга. Пенни обходит его, убив их наркотиком, а затем воскресив адреналином. Марина ритуалом призывает Рейнарда. Когда Джулия и Зверь прибывают, чтобы поймать его в ловушку, Пенни телепортирует их в Филлори, чтобы Элис могла убить Зверя. Джулия вмешивается и боевое заклинание Элис исчезает, Зверь только ранен. Он пытается исцелить себя силой источника, но появляется Эмбер и говорит, что испражнился в источник, чем испортил его магию. Пенни телепортирует Джулию обратно на Землю, и она снимает защитные цепи профессора Сандерленд с его запястий, заставляя проклятие вернуться. Зверь ранит Квентина и сражается с Элис, она накладывает на себя заклинание и превращается в Ниффина. Ниффин убивает Зверя и собирается уничтожить всех остальных, но Квентин выпускает своего Какодемона, который убивает Ниффина. На Земле Джулия находит труп Марины. |            |                                                                          |                  |                                   |                 |                     |
| 17 | 4          | «Летающий лес» «The Flying Forest»                                       | Кэрол Бэнкер     | Дэвид Рид                         | 15 февраля 2017 | 0,78                |
| Проклятие Зверя уничтожает магию на Земле, Филлори приходит в ещё больший упадок. Чтобы Элиот мог вернуться на Землю, Марго создает по его образу голема. Вскоре Элиот обнаруживает, что его сознание разделено между големом на Земле и его собственным телом в Филлори. Врачи-кентавры залечивают раны Квентина и говорят Пенни, что они не могут вылечить его руки. Квентин ампутирует руки Пенни и они вместе входят в Летающий Лес, чтобы охотиться на Белую Даму, магическое существо, которое исполняет желания, чтобы просить её исцелить руки Пенни и воскресить Элис. Джулия и Кэди ненадолго оживляют Марину, она говорит им найти женщину, которая изгнала Рейнарда с Земли сорок лет назад. Квентин и Пенни находят Белую Даму; она исцеляет руки Пенни, но говорит Квентину, что не может воскрешать мертвых. Она спрашивает его, хочет ли он, чтобы она стерла его воспоминания об Элис, но он отказывается, и просит отправить его домой. |            |                                                                          |                  |                                   |                 |                     |
| 18 | 5          | «Свободный день» «Cheat Day»                                             | Джошуа Батлер    | Майк Мур                          | 22 февраля 2017 | 0,88                |
| Квентин отказывается от магии и устраивается на офисную работу в немагическом мире. Эмили, бывшая студентка Брейкбиллс, которая бросила магию после романа с профессором университета, заводит дружбу с Квентином. Пенни не может творить магию своими руками и отправляется к Маяковскому за помощью. Выясняется, что Маяковский и был любовником Эмили, их отношения привели к тому, что его выслали в Антарктиду. Квентин и Эмили напиваются, с помощью магии иллюзий перевоплощаются в Маяковского Элис и проводят ночь вместе. Джулия узнает, что она беременна от Рейнарда и пытается сделать аборт; однако, плод защищает себя. Элиот узнает, что Фэн беременна, а позже его пытается убить бывший возлюбленный его жены. |            |                                                                          |                  |                                   |                 |                     |
| 19 | 6          | «Петушиная пустошь» «The Cock Barrens»                                   | Кейт Вудс        | Нога Ландау                       | 2 марта 2017    | 0,78                |
| Квентин начинает видеть призрак Элис. С её подсказками он убеждает родителей Элис помочь ему сотворить заклинание, чтобы успокоить её душу. Затем появляется Ниффин Элис, объясняя, что Какодемон не убил её, но заточил в теле Квентина. Она появилась как видение, чтобы мучить его. Принц Эсс из Королевства Лория посещает Элиота и Марго с предложением союза. Когда Марго отказывается выйти за него замуж, Эсс телепортирует замок Филлорианцев в Лорию. Джулия приезжает к Дане, женщине, которая изгнала Рейнарда. Дана запирает Джулию в подвале и говорит, что она должна родить ребенка Рейнарда. Кэди спасает подругу. Марго соблазняет принца Эсс и соглашается выйти за него замуж. Пенни путешествует по Лории в поисках Филлорианского замка, но не может найти его и понимает, что Эсс замаскировал его местоположение и создал иллюзию. Узнав об обмане, Марго объявляет войну Лории. |            |                                                                          |                  |                                   |                 |                     |
| 20 | 7          | «План Б» «Plan B»                                                        | Крис Фишер       | Кристина Стрейн                   | 8 марта 2017    | 0,63                |
| Квентин пытается выяснить, как превратить Ниффина Элис обратно в человека. Джулия обращается к экзорцистам, они требуют миллион долларов в золотых слитках, чтобы прервать её беременность. В это же время Элиот и Марго понимают, что Филлори нужно золото для восстановления. Чтобы получить необходимые средства, они вместе с Квентином, Кэди и Пенни решают ограбить банк. Во время ограбления Пенни оказывается заперт внутри банковского хранилища и Квентин вынужден заключить договор с Ниффином Элис. Каждый день она сможет овладевать его телом на 30 минут. За это она помогает освободить Пенни. При побеге голем Элиота погибает, в результате чего настоящий Элиот оказывается на грани смерти. Обряд экзорцизма над Джулией провели успешно, но Кэди говорит ей, что возникли осложнения. |            |                                                                          |                  |                                   |                 |                     |
| 21 | 8          | «Слово — оковы» «Word As Bond»                                           | Джеймс Л. Конуэй | Сера Гэмбл                        | 15 марта 2017   | 0,71                |
| При проведении обряда экзорцизма, от Джулии отделили её Тень (душу). Это превратило её в безэмоциональное чудовище. Квентин пытается выяснить, что делает Ниффин Элис, когда берёт под контроль его тело. В конце концов она вызывает священника Ниффина, чтобы тот обучил её, но священник отказывается это делать, пока Элис не освободится от Квентина. Марго и Джулия пытаются договориться с духом леса о переправе филлорианских войск через их лес. Дриада оскорблён тем, что Элиот отправил на переговоры женщин и отказывается. Позже Джулия возвращается с подарком, который оказывается заколдован и уничтожает лес. Это заставляет все разумные растения Филлори восстать против правителей. Марго отправляет Джулию в тюрьму. Квентин, Пенни и Кэди пытаются найти сына Даны и Рейнарда, надеясь использовать его силы, чтобы изгнать Рейнарда. Пенни подписывает договор с библиотекой, который подразумевает пожизненную работу на библиотеку, в обмен на книгу, содержащую имя сына Даны. Пенни проникает в мысли Квентина и видит там Ниффина Элис.                                                                                                |            |                                                                          |                  |                                   |                 |                     |
| 22 | 9          | «Меньше зла» «Lesser Evils»                                              | Ребекка Джонсон  | Элли Липсон и Джон Макнамара      | 22 марта 2017   | 0,61                |
| Элиот сражается с королем Лории, Идри, они сходятся в поединке один на один, чтобы положить конец войне. Фэн дает ему зачарованный меч, чтобы повысить шансы на победу. Пенни и Кэди забирают Джулию из Брейкбиллса. Вместе они похищают сына Рейнарда, сенатора США, Джона Гейнса, и доставляют его в Брейкбилс. Рейнард находит их. Защитные чары Фогга исчезают из-за скачка магии, и Джулия жертвует Квентином, рассчитывая на то, что тот выпустит Ниффина Элис и убьёт Рейнарда. Однако план проваливается. Гейнс сдается Рейнарду и они уходят. Во время дуэли Элиота источник магии начинает сбоить и зачарованный меч выходит из строя. Чтобы спасти Элиота, Марго заключает сделку с феями. Они должны очистить источник в обмен на ребенка Элиота и Фэн. Элиот возвращается и объявляет, что закончил войну, а также, что намерен жениться на короле Идри. Кэди, потрясенная действиями Джулии, запирает её в темнице. Квентин освобождает Ниффина Элис. |            |                                                                          |                  |                                   |                 |                     |
| 23 | 10         | «Девушка, говорящая о времени» «The Girl Who Told Time»                  | Джошуа Батлер    | Нога Ландау и Генри Алонсо Майерс | 29 марта 2017   | 0,72                |
| Квентину в видении является тень Джулии. Элиот узнает, что его планируют убить во время его свадьбы. Он поручает Джошу опоить заговорщиков зельем, которое заставит их обожать короля. Фэн похищают Феи. Декан Фогг и Джулия создают заклинание, позволяющее Квентину поговорить с Элис из альтернативного времени. Альтернативная Элис сообщает Квентину, что Тени проживают в Подземном мире, и что Древние охраняют вход в Подземный мир. Джулия выясняет, что Древние — это драконы. Кэди безуспешно ищет в Библиотеке заклинание, способное убить Бога. Пенни начинает свою работу в библиотеке, он должен вернуть книгу от волшебницы по имени Гарриет. Проклятие Гарриет заставляет одного из библиотекарей покончить с собой, чтобы защитить Ядовитую комнату, хранилище запрещённых книг. Гарриет оставляет Кэди сообщение о том, что в Ядовитой комнате есть книга с заклинанием, которое способно убить Бога. |            |                                                                          |                  |                                   |                 |                     |
| 24 | 11         | «Посещение» «The Rattening»                                              | Джеймс Л. Конуэй | Майк Мур                          | 5 апреля 2017   | 0,65                |
| Квентин и Джулия дают Древнему дракону ключ от Филлори, чтобы получить возможность войти в Подземный мир. Пенни пытается прочитать книгу жизни Главного библиотекаря, чтобы узнать, как войти в Ядовитую комнату, но обнаруживает, что сама книга хранится в Ядовитой комнате. Другой библиотекарь, Сильвия, помогает ему проникнуть в Ядовитую комнату. В королевском замке Филлори все люди, включая короля Идри, превращаются в крыс. Пытаясь выяснить причину, Элиот узнает о сделке, которую Марго заключила с Феями, и отправляет её в тюрьму. С помощью зелья Марго телепортируется в Королевство Фей, чтобы найти Фэн. Элиот внезапно оказывается на Земле и предполагает, что магия Филлори изгнала его. Квентин и Джулия в Подземном царстве встречают Ричарда, который помогает им найти место, где обитают Тени. Они воссоединяются с Тенями Джулии и Элис. Они бегут из Подземного царства, но в последний момент Джулия решает взять с собой Тень Элис вместо её собственной. |            |                                                                          |                  |                                   |                 |                     |
| 25 | 12         | «Последствия» «Ramifications»                                            | Крис Фишер       | Дэвид Рид и Кристина Стрейн       | 12 апреля 2017  | 0,67                |
| Квентин, Джулия и Маяковский воскрешают Элис, используя её Тень, но она чувствует себя будто в тюрьме, вспоминая свободу, которой она обладала будучи Ниффином. В отсутствие Элиота и Марго, Джош становится Верховным Королем Филлори. Марго является ему в видении и требует, чтобы он нашел способ вернуть её из Царства Фей. Разъярённый исчезновением своего отца, принц Эсс нападает на Джоша, но проигрывает. Джош отправляется в Королевство Фей сам. Квентин и Элиот ищут часы, которые являются постоянным порталом в Филлори. Они обнаруживают, что владелец часов - это Амбер. Он говорит им, что Филлори не спасти, но даёт им часы. Пенни и Сильвия забирают книгу из запретной секции Библиотеки, в которой описано заклинание, способное убить Бога заклинанием. Сильвия погибает. Гейнс заставляет Кэди пожертвовать им и забрать его магическую энергию, чтобы у неё появилась возможность уничтожить Рейнарда. Джулия и Кэди вызывают Рейнарда, но прежде чем у Джулии появляется шанс его убить, из ниоткуда возникает Персефона и умоляет девушек не причинять вреда её сыну. Джулия щадит Рейнарда, Персефона выражает ей свою благодарность. |            |                                                                          |                  |                                   |                 |                     |
| 26 | 13         | «Мы принесли тебе маленькие пирожные» «We Have Brought You Little Cakes» | Крис Фишер       | Сера Гэмбл и Джон Макнамара       | 19 апреля 2017  | 0,67                |
| Эмбер собирается уничтожить Филлори. Пенни поражён радиацией и умирает от рака, но работает над заданием для Библиотеки. Элис пытается приспособиться к своей новой реальности. Элиот хочет помочь Джулии в ситуации с Эмбером. Марго и Джош встречают Королеву Фей, и она дает им растение, которое можно добавить в угощение для Эмбера. Она отправляет их обратно в Филлори. Угощение привлекает Эмбера. Элиот и Марго пытаются убедить его не уничтожать Филлори. Понимая, что его предал собственный брат, Эмбер убивает Амбера. Джулия направляет сущность Амбера в меч, а Квентин использует его, чтобы убить Эмбера, что заставляет Древних Богов забрать всю магию мира. Два месяца спустя Элис предупреждают, что за ней охотится минога. Фэн появляется в реальном мире, чтобы предупредить Марго и Элиота о том, что Феи вторгаются в Филлори. Джулия узнаёт, что у неё осталась магия. |            |                                                                          |                  |                                   |                 |                     |

### Сезон 3 (2018)
| № общий | № в сезоне | Название                                                                 | Режиссёр                | Автор сценария                                          | Дата премьеры   | Зрители в США (млн) |
| --- | ---------- | ------------------------------------------------------------------------ | ----------------------- | ------------------------------------------------------- | --------------- | ------------------- |
| 27 | 1          | «Сказка о семи ключах» «The Tales Of The Seven Keys»                     | Крис Фишер              | Сера Гэмбл                                              | 10 января 2018  | 0,78                |
| Квентин пытается найти человека, способного вернуть магию, в результате он обнаруживает книгу под названием «Сказка о семи ключах». Джулия начинает исследовать свою магию. Джош знакомит Джулию и Квентина с богом Бахусом. Друзья получают квест от Великого Петуха, который может вернуть магию, чтобы сделать это, им нужно найти семь волшебных ключей. Элиот и Марго попадают под контроль Королевы Фей, она пытается управлять Филлори через них. Кэди ищет способ исцелить Пенни. |            |                                                                          |                         |                                                         |                 |                     |
| 28 | 2          | «Герои и придурки» «Heroes And Morons»                                   | Крис Фишер              | Джон Макнамара                                          | 17 января 2018  | 0,76                |
| Элиот, Фэн и их повзрослевшая дочь — Фрэй, которую вырастили феи, отправляются в плавание на разумной лодке «Мунжэк», чтобы найти первый ключ. Они приплывают на остров, где местный жрец отказывается отдать ключ, утверждая, что тот нужен ему для защиты островитян от ужасного монстра. С помощью Фрэй и Фэн, Элиот обнаруживает, что священник при помощи ключа создаёт иллюзию чудовища и сам убивает островитян, чтобы держать людей в страхе и оставаться у власти. Обман раскрывается, Элиот забирает ключ и уходит вместе с семьёй, а жреца казнят разъярённые жители острова. В поисках Маяковского, Квентин, Джулия, Кэди, Джош и Элис ищут следы магии хаоса. Поиски приводят их к профессору Липсон, которая полностью использовала магические батареи Маяковского, чтобы творить магию и приносить радость людям, а теперь она хочет покончить жизнь самоубийством, так как магии не осталось. Квентин спасает её. Элис оставляет друзей, когда понимает, что минога находится поблизости. Квентин приходит к выводу, что у любовницы Маяковского, Эмили, осталась батарея, но Кэди украла её. Минога овладевает телом Квентина. |            |                                                                          |                         |                                                         |                 |                     |
| 29 | 3          | «Утрата магии» «The Losses Of Magic»                                     | Джеймс Л. Конуэй        | Генри Алонсо Майерс                                     | 24 января 2018  | 0,61                |
| Элис пытается предупредить своих родителей о миноге. За ней следует Квентин, и Элис понимает, что минога завладела его телом, но уже успела его покинуть. Пока вся семья и Квентин пытаются найти чудовище, Элис начинает понимать, что минога преследует её, из-за того, что она, будучи Ниффином, ставила опыты над его семьёй, а после убила их всех ради забавы. В конце концов она понимает, что минога проникла в тело её отца. Элис убивает существо электрическим током, однако тело её отца также погибает. На корабль «Мунжэк» нападают пираты, но Элиот и его семья спасаются при помощи магии ключа и переносятся в Срединные Земли. Марго отправляется на помощь Элиоту, договаривается с пиратами и узнаёт, что корабль пиратов хочет заняться сексом с «Мунжэк». Вместо того, чтобы заставить судно подчиниться, Марго спрашивает, будет ли этот акт добровольным. Под впечатлением от действий Марго, Королева Фей убивает пиратов. Марго говорит королеве, что знает, как та шпионит за детьми Земли, при помощи отобранного у неё глаза и уничтожает его. Используя батарею Маяковского, Кэди и Джулия вызывают демона, чтобы вылечить рак Пенни, но попытка проваливается, тело Пенни умирает; однако его астральный дух остаётся живым. |            |                                                                          |                         |                                                         |                 |                     |
| 30 | 4          | «Быть Пэнни» «Be The Penny»                                              | Шэннон Коли             | Дэвид Рид                                               | 31 января 2018  | 0,67                |
| Неспособный взаимодействовать с физическим миром, астральный дух Пенни наблюдает за реакцией своих друзей на его собственную смерть. С помощью Хаймана Купера, когда-то так же потерявшего свое физическое тело, он учится управлять физическими объектами, но его попытки предупредить других о том, что он жив, остаются безуспешными. Магические силы Джулии растут. Кэди, после неудачной попытки суицида, сталкивается с выбором: позволить Пожирателям Трупов, работающим на Библиотеку съесть тело Пенни или сжечь его, чтобы дух умершего мог отправиться в Подземный мир. Девушка не может принять решение, но дух Пенни вмешивается и сжигает свое собственное тело, чтобы не остаться рабом Библиотеки по контракту на миллиард лет. В поисках второго ключа Квентин и Джулия просят помощи у декана Фогга, а он организует им встречу дома у Айрин Макаллистер, и Джулия крадет ключ. Совет директоров сообщает Фоггу о закрытии университета. Элиот и его семья возвращаются в Брейкбиллс из Срединных Земель, сбежав от каннибалов. Находясь под магическим воздействием ключа, позволяющим видеть то, что скрыто, Элиот видит астральный дух Пенни. |            |                                                                          |                         |                                                         |                 |                     |
| 31 | 5          | «Жизнь длинною в день» «A Life In The Day»                               | Джон Скотт              | Майк Мур                                                | 7 февраля 2018  | 0,80                |
| При помощи ключа, позволяющего видеть то, что скрыто, Кэди может общаться с Пенни, однако их разговор заканчивается крупной ссорой. Королева Фей заставляет Марго выйти замуж за Мики, принца Парящей Горы. Младший брат Мики, принц Фомар, убивает жениха во время свадебной церемонии. По законам Филлори, Марго вынуждена выйти замуж за оставшегося в живых младшего брата. В поисках третьего ключа Квентин и Элиот отправляются назад во времени, в прошлое Филлори, для того, чтобы решить казалось бы, невозможную головоломку, разгадка которой позволит заполучить третий ключ. На разгадку головоломки у них уходит вся жизнь, в которой у Квентина появляются жена и сын. После исчезновения матери, Элиот и Квентин вместе воспитывают сына, который впоследствии тоже их покидает. После смерти Элиота Квентин наконец-то решает головоломку, но отдаёт ключ молодой Джейн Чатвин, которая нуждается в нём для борьбы со Зверем. Квентин посылает сообщение Марго в настоящее время, объясняя, что произошло и у кого можно найти ключ. Марго узнаёт о местонахождении ключа от взрослой Джейн Чатвин, которая остается бессмертной в Часовой пустоши. Марго забирает его и возвращается к друзьям незадолго до того, как Квентин и Элиот собираются отправиться в прошлое. Персефона сообщает Джулии, что волшебство, которым она обладает и которое передала ей сама Персефона, принадлежало Рейнарду. Эта информация приводит Джулию в ужас. Квентин и Элиот возвращаются в Филлори вместе с Марго. Вкус филлорианских фруктов возвращает им память о жизни, которую они прожили, разгадывая головоломку. |            |                                                                          |                         |                                                         |                 |                     |
| 32 | 6          | «Тебе нравятся зубы?» «Do You Like Teeth?»                               | Кэрол Бэнкер            | Нога Ландау                                             | 14 февраля 2018 | 0,67                |
| Желая избавиться от силы Рейнарда, Джулия передаёт свою магию Элис. Королева Фей требует, чтобы Марго провела брачную ночь со своим новоиспечённым мужем, Элиот помогает Марго обмануть Фомара, чтобы тот думал, будто брак был консуммирован. Марго и Элиот обнаруживают, что Феи сажают свои яйца вокруг Филлори для увеличения популяции, правители забирают несколько яиц в качестве заложников. Квентин плывёт в Бездну в поисках четвертого ключа, где он сталкивается с Поппи Кляйн, студенткой Брейкбиллса, которая отдаёт ему ключ, после чего Квентин узнает, что магия ключа заключается в создании злого двойника в сознании того, кто последний держал ключ, вызывая самые плохие мысли о себе, нередко доводя до самоубийства. Узнав, что иногда ключи умеют открывать порталы в другие миры, Поппи крадёт ключ, чтобы сбежать. Бенедикт останавливает её, однако, подержав ключ в руках, совершает самоубийство, прыгнув за борт в пасть дракона. Поппи говорит Квентину, что драконы — это порталы в Подземный мир, поэтому ключ должен находиться там. Элис пытается использовать магию, чтобы создать Пенни новое тело, но у неё начинаются судороги. |            |                                                                          |                         |                                                         |                 |                     |
| 33 | 7          | «Яйцо-пашот» «Poached Eggs»                                              | Джошуа Батлер           | Элль Липсон                                             | 21 февраля 2018 | 0,64                |
| Марго и Элиот шантажируют Королеву Фей. Их требования заключаются в том, чтобы Фей увидели все филлорианцы. В ответ Королева угрожает жизни Фрей, но та признаётся, что не является дочерью Элиота и Фэн. Магия Джулии медленно убивает Элис. Чтобы вылечить её, Джулия вынуждена попросить Айрин Макаллистер о передаче ей небольшого количества магической силы, и та даёт ей магический порошок, который по её словам, является выделением магических существ и даёт возможность использовать магию. Квентин, проекция Пенни и Поппи выводят Кэди из психиатрической больницы, чтобы она могла попросить помощи у Гарриет в получении четвертого ключа из Подземного Мира. Джулия вступает в драку с Элис, когда та пытается стать вампиром, чтобы не дать магии убить её. Поняв, что была не права, Элис возвращает магию Джулии. Марго и Элиот раскрывают Фей всему Филлори, однако, филлорианцы недовольные правлением детей Земли восстают против королей. |            |                                                                          |                         |                                                         |                 |                     |
| 34 | 8          | «Шесть коротеньких историй о волшебстве» «Six Short Stories About Magic» | Салли Ричардсон-Уитфилд | Сюжет : Дэвид Рид Телесценарий : Сера Гамбл и Дэвид Рид | 28 февраля 2018 | 0,54                |
| Пенни отправляется в Подземный Мир, чтобы найти Бенедикта и ключ. Там путешественник встречает Сильвию, которая теперь работает в Библиотеке загробного мира. Бенедикт говорит Пенни, что ключ забрали и теперь он находится где-то в Библиотеке. Сильвия, согласившись помочь, отводит Пенни к Кассандре, ответственной за написание всех человеческих историй, хранящихся в Библиотеке, так как она может видеть будущее. Кассандра пишет для Пенни истории о Поппи, Фэн, Гарриет, Элиоте и Элис. Квентин, Кэди, Гарриет и Поппи отправляются в Библиотеку с помощью путешественницы Виктории, которая, рискуя собой, создаёт мост в Зеркальный мир. Прочитав отрывки из жизни своих друзей, Пенни понимает, что Бенедикт ему соврал и ключ всё ещё находится у него. Пенни забирает ключ у Бенедикта и передаёт его друзьям. Однако Сильвия предаёт Пенни и сдаёт его Библиотеке. При побеге из Библиотеки Виктория и Гарриет не успевают покинуть зеркальный мост до его разрушения. Джулия и Фэн узнают, что Макаллистеры добывают магию из перемолотых костей Фей. |            |                                                                          |                         |                                                         |                 |                     |
| 35 | 9          | «Это всё Джош!» «All That Josh»                                          | Джеймс Л. Конуэй        | Джон МакНамара, Джей Гард и Алекс Райман                | 7 марта 2018    | 0,72                |
| После того, как был найден четвертый ключ, друзья получают следующую подсказку. Это ноты мелодии, и после того, как Кэди играет её на пианино, она, Квентин и Элис переносятся в альтернативную реальность. Там царит вечная вечеринка в коттедже физиков. Друзья сталкиваются с Джошем и Тоддом, которые могут творить магию вечеринок. Тодд оказывается демоном, у которого есть пятый ключ. Этот ключ связывает умы Джулии, Элиота, Марго, Пенни, Кэди, Элис, Квентина и Джоша вместе. Они должны работать вместе, чтобы разрушить иллюзию. Они поют «Under Pressure», чтобы поддержать Джоша и показать, что тот им не безразличен. В это время в Филлори Элиот и Марго признаны виновными в нанесении ущерба всему королевству и приговорены к смертной казни. Им позволили выбрать способ казни и они выбрали «Бесконечный водопад». Марго и Элиот садятся на «Мунжэк» и плывут до водопада, но корабль спасает детей Земли, взлетев на воздух. Джулия пытается помочь Феям, которых держит у себя Айрин Макаллистер, и узнаёт, что их ожерелья мешают им творить магию. |            |                                                                          |                         |                                                         |                 |                     |
| 36 | 10         | «Искусство сделки» «The Art Of The Deal»                                 | Ребекка Джонсон         | Кристина Стрейн                                         | 12 марта 2018   | 0,70                |
| Джулия и Фэн разговаривают с Айрин Макаллистер, та соглашается помочь им найти ожерелье, которое она использует, чтобы контролировать своих фей в обмен на филлорианскую фею. Джулия заручается поддержкой Королевы Фей, чтобы та помогла освободить фей Макаллистер. Королева Фей расторгает сделку, которую первая фея заключила с Макаллистерами, таким образом освобождая фей. В Филлори Элис, Квентин и Джош находят шестой ключ. Они говорят Элиоту и Марго, что Тик объявил войну Лории и королевству Парящей Горы. |            |                                                                          |                         |                                                         |                 |                     |
| 37 | 11         | «Двадцать три» «Twenty-Three»                                            | Мира Менон              | Генри Алонсо Майер и Майк Мур                           | 22 марта 2018   | 0,77                |
| Джош из 23 вселенной призывает Джулию и Джоша из настоящего, чтобы те помогли сразить Зверя. Они встречают Пенни-23 и он целует Джулию. Появляется Зверь и убивает Джоша-23. Зверь выдерживает атаку Джулии и принимает облик Квентина. Элис-23 сообщает друзьям, что Квентин воскрес без своей Тени. Квентин-23 убивает Эмбера и сохраняет свои силы, используя седьмой ключ, затем он убивает настоящего Зверя и принимает его внешность. Друзья противостоят ему, а он убивает Элис-23. Джулия дарит ему свою тень. Квентин-23 совершает самоубийство после того, как рассказывает Джулии о своем видении. Джулия, Джош, Марина-23 и Пенни-23 перемещаются в настоящее. |            |                                                                          |                         |                                                         |                 |                     |
| 38 | 12         | «Филлорианский кандидат» «The Fillorian Candidate»                       | Джошуа Батлер           | Нога Ландау и Дэвид Рид                                 | 28 марта 2018   | 0,73                |
| Квентин, Элис и Джулия обсуждают замок, который им нужно найти и открыть, Элис предлагает спросить в Библиотеке о том, что находится в замке. Пенни-23 следует за Элис и обнаруживает, что в Библиотеке есть сифон, который может отвести всю магию в Библиотеку. Джулия начинает слышать молитвы. Она возвращает декану Фоггу зрение и взращивает лес, который уничтожила. Пенни предлагает спросить Рейнарда, что находится внутри замка. Джулия рассказывает Рейнарду о своем статусе и силах, а он говорит о том, что находится внутри замка. Джулия и Кэди забирают специальную пулю у Рейнарда, чтобы справиться с тем монстром, который там заточен. Тем временем в Филлори проходят выборы. Марго становится новым Верховным Королем. Она даёт Феям земли для жизни в Филлори. В ответ Королева Фей дарит ей волшебный глаз и шестой ключ. |            |                                                                          |                         |                                                         |                 |                     |
| 39 | 13         | «Поиграешь со мной?» «Will You Play with Me?»                            | Крис Фишер              | Сера Гамбл и Джон МакНамара                             | 4 апреля 2018   | 0,66                |
| Замок на краю света на самом деле оказывается замком Черный Шпиль, перевернутой версией замка Белый Шпиль. Его охраняет Ора — девушка-рыцарь из книги о семи ключах. Джулия становится богиней и покидает друзей. Тем временем Айрин охотится на фей. Королева Фей жертвует собой ради новой сделки с Макаллистерами, которая гарантирует безопасность народа фей. Фогг вынужден заключить с Библиотекой опасную сделку. Друзья прибывают в Замок. Квентин предстаёт перед монстром, но до того как Элиот стреляет в него. Монстр переселяется в тело Оры. Элис уничтожает ключи, думая, что магия убивает лучшее в людях и не должна возвращаться. Появляется Джулия и жертвует своей божественной силой, чтобы воссоздать ключи, и успешно возвращает магию. Айрен и Фогг появляются, подсоединяют сифон к фонтану и перенаправляют всю магию в Библиотеку. Элис отправляют в тюрьму Библиотеки; остальной части группы Фогг стирает память и дает новые личности, непричастные к магии. Монстр сбегает и переселяется в тело Элиота. |            |                                                                          |                         |                                                         |                 |                     |

### Сезон 4 (2019)
| № общий | № в сезоне | Название                                                                           | Режиссёр                | Автор сценария                        | Дата премьеры   | Зрители в США (млн) |
| --- | ---------- | ---------------------------------------------------------------------------------- | ----------------------- | ------------------------------------- | --------------- | ------------------- |
| 40 | 1          | «Стая потерянных птиц» «A Flock Of Lost Birds»                                     | Крис Фишер              | Сера Гэмбл                            | 23 января 2019  | 0,61                |
| Магия вернулась. Кэди/Сэм узнаёт о том, что им с друзьями создали альтернативные личности и стёрли воспоминания. Она собирает Пенни/Ханзеля, Марго/Джанет и Джоша/Исаака, чтобы сообщить им об этом. У Квентина/Брайана проблемы с Монстром в теле Элиота. Джулия/Ким должна пройти тест, чтобы поступить на учёбу в Брейкбиллс. Марго/Джанет видит во сне Эмбера. Марина-23 забирает Кэди, Марго, Пенни и Джоша в свою квартиру. В это время Элис находится в тюрьме Библиотеки, разговаривает с Санта-Клаусом и планирует побег. Марина-23 не может разрушить альтернативные личности друзей. Марго/Джанет попадает в Филлори. |            |                                                                                    |                         |                                       |                 |                     |
| 41 | 2          | «Потерял, нашёл, трахнул» «Lost, Found, Fucked»                                    | Крис Фишер              | Джон МакНамара                        | 30 января 2019  | 0,53                |
| Монстр находится в поиске частей для создания тела. В Филлори, лорд Фреш передает Марго коробку, которая принадлежит ей по праву Рождения, но Марго оставляет коробку с ним и продолжает искать Эмбера. Марина-23 и Пенни не могут просто так получить от декана Фогга зелье для избавления от альтернативных личностей и обманным путем создают такую личность самому декану. В Брейкбиллис Джулия узнаёт, что существует магическая батарея, поддерживающая защитное заклинание. Она умирает и воскресает несколько раз, чтобы перезапустить батарею и восстановить все воспоминания друзей о настоящих личностях. Марго возвращена на Землю Бахусом. Монстр планирует убить всех друзей Квентина. |            |                                                                                    |                         |                                       |                 |                     |
| 42 | 3          | «Несносные медведи» «The Bad News Bear»                                            | Эли Смолкин             | Дэвид Рид                             | 6 февраля 2019  | 0,62                |
| Фогг помогает Джулии найти друзей. Герои воссоединяются. Марго узнаёт, что Элиот одержим, и останавливает атаку Монстра, соглашаясь помочь ему с созданием тела. Это означает, что ей придётся убить Бахуса. Кэди и Пенни пытаются получить Чёрную Карту и дьюи (валюту), используя заклинание удачи, которая балансируется плюшевым мишкой (кто держит в руках мишку - тому постоянно способствует неудача). Мишку берет себе Квентин. Тем временем Элис остается в Библиотеке, чтобы найти книги своих друзей. Санта убегает через дымоход. Кэди захватывает квартиру Марины. |            |                                                                                    |                         |                                       |                 |                     |
| 43 | 4          | «Жениться, трахаться, убивать» «Mary, Fuck, Kill»                                  | Джон Скотт              | Генри Алонсо Майерс                   | 13 февраля 2019 | 0,57                |
| Марго и Джош находят способ снять проклятие с Джоша. Джулия и Пенни отправляются в Филлори, чтобы узнать о том, кем сейчас является Джулия. Оказывается, что она всё ещё могущественная богиня, и одна из жриц Бахуса, Шошана, начинает служить ей. Элис начинает сотрудничество с Кристофером Пловером и узнаёт о предстоящей смерти Квентина. Монстр пытается выяснить, что именно он должен забрать у Бахуса. Выясняется, что Элиот жив, но находится в ловушке своего разума. |            |                                                                                    |                         |                                       |                 |                     |
| 44 | 5          | «Побег из счастливого места» «Escape From The Happy Place»                         | Мира Мэнон              | Майк Мур                              | 20 февраля 2019 | 0,53                |
| Элиот находится в ловушке своего разума, которое он называет «счастливым местом», не зная, что он одержим Монстром. Чтобы вернуть контроль над своим телом, Элиот должен встретиться со своим главным страхом . Он отправляется в момент, когда отказался от отношений с Квентином. Богиня Айрис поручает Джулии уничтожить Монстра и обещает убить её, если та потерпит неудачу. Элис отправляет Кристофера Пловера в ядовитую команту и воссоединяется с Квентином. В момент, когда друзья должны были убить Монстра, Элиот берёт свое тело под контроль и говорит Квентину, что он всё ещё жив. Монстр возвращается. Появляется Айрис и убивает Шошану вместо Джулии. Монстр убивает богиню. Элис обманывает Монстра и тем самым спасает Квентина. Тем временем в Филлори возникают новые проблемы. Пенни-23 похищен. |            |                                                                                    |                         |                                       |                 |                     |
| 45 | 6          | «Шкала времени и место» «A Timeline And Place»                                     | Джеймс Л. Конуэй        | Кристина Стрейн                       | 27 февраля 2019 | 0,53                |
| Пенни-23 и Марина-23 используют специальное устройство Стоппарда для перемещения по параллельным реальностям. Пенни-23 попадает в измерение, где находится настоящий Пенни-40. Тот хочет, чтобы Пенни-23 занял его место в 40 временной линии и просит передать Кэди, что ему жаль. Пенни-23 и Марина возвращаются в настоящую реальность. Элис живет в Модесто с подругой Шейлой. Она находит течь в магической трубке Библиотеки. Ведуньи пользуются этим и взрывают филиал Библиотеки в Модесто. Шейла похищена библиотекарями. Тем временем Марго пытается решить проблемы говорящих животных в Филлори. |            |                                                                                    |                         |                                       |                 |                     |
| 46 | 7          | «Побочный эффект» «The Side Effect»                                                | Салли Ричардсон-Уитфилд | Элль Липсон                           | 6 марта 2019    | 0,52                |
| Кэди пытается раскрыть таинственные смерти ведуний. Появляется Баба Яга и требует с Кэди плату за квартиру Марины-23. Это приводит к тому, что Кэди узнает о том, как смерть ведуний связана с магией слежки Библиотеки. Она собирает ведуний и призывает их к революции (что как раз и приводит к уничтожению филиала Библиотеки в Модесто). Зельда встречается со своей дочерью Харриет и узнаёт о тёмных тайнах Библиотеки. Позже она просит помощи Гэвина, чтобы открыть портал в Зеркальный Мир, чтобы спасти свою дочь, но терпит неудачу. Зельда отправляется в Брейкбиллс, где просит декана Фогга и Элис о помощи. Фэн видит вещие сны, в которых к ней является женщина в зеленом капюшоне и хочет ей что-то сказать. Пенни-23 проходит тест, и ему дают доступ к «секретам, которые уносят в могилу». Пенни-23 приветствует кого-то в Подземном мире. |            |                                                                                    |                         |                                       |                 |                     |
| 47 | 8          | «Благоустройство дома» «Home Improvement»                                          | Джошуа Батлер           | Джей Гард и Алекс Райман              | 13 марта 2019   | 0,53                |
| Квентин и Джулия идут на встречу с драконом, чтобы найти часть Монстра в его глотке. Они соглашаются вернуть предмет, который недавно украли у дракона — «магический эликсир». Поиск приводит их к беременной Поппи. Они узнают, что «эликсир» это сперма дракона, и Поппи использовала её, чтобы оплодотворить драконье яйцо. Яйцо источает феромоны. Квентин и Пенни касаются его и начинают защищать от всех. Кэди и Джулия крадут яйцо и возвращают его дракону. Поппи назначает Квентина крестным отцом своего ребенка. Герольд дракона говорит Джулии, что ей стоит попытаться вернуть свои божественные силы. Для этого ей надо найти «Связующего». Элис приходит к своей матери, чтобы создать заклинание, которое поможет Зельде. После выяснения отношений у них все же получается создать заклинание, которые Элис отдает Зельде, но тут же выясняет, что её подруга Шейла присоединилась к Библиотеке добровольно. Фэн обнаруживает, что её судьба — свергнуть Марго и стать Верховным Королем Филлори. |            |                                                                                    |                         |                                       |                 |                     |
| 48 | 9          | «Змея» «The Serpent»                                                               | Кэрол Бэнкер            | Сера Гэмбл и Алекс Риттер             | 20 марта 2019   | 0,50                |
| Группа террористов угрожает заразить ведуний ушными червями, которые могут их убить, если они попробуют удалить их или будут использовать магию. Оказывается, что Зельда тоже был ведуньей. Элис и Кэди соглашаются помочь спасти дочь Зельды Хэрриет из Зеркального мира в обмен на карту всей системы труб с магией Библиотеки. В процессе, Элис случайно разделяет себя на две разные личности. В Зеркальном мире обе Элис выясняют отношения, находят книгу «Связка» для Джулии и успешно спасают Хэрриет. Хэрриет говорит Зельде, что её ментор, Эверетт, ответственен за использование червей на ведуньях. В Филлори, Марго просит Фен свергнуть её, чтобы она могла пойти спасать Элиота. Фен становится Верховным Королем. Пита заражают червем. Пенни узнает о настоящих планах Монстра. |            |                                                                                    |                         |                                       |                 |                     |
| 49 | 10         | «Эта твёрдая, блестящая броня» «All That Hard, Glossy Armor»                       | Шэннон Коли             | Джон МакНамара и Майк Мур             | 27 марта 2019   | 0,52                |
| Марго в пустыне. Она лижет масло с чешуи ящерицы и у неё начинаются галлюцинации её подсознания — Элиот (она сама), Джош (её вина), Фэн (её потерянная невинность), Кэди (её неадекватность) и Фогг (мудрость). Они все поют для Марго пока она ищет Формоста и оружие, которое может спасти Элиота. Она обнаруживает, что пустыня полна духов, которые защищают женщин и помогают им в трудные времени. Также она находит племя, которое живет по лжи из за Формоста и его жены. Марго забирает оружие у Формоста и освобождает всех духов, которых пленила его жена. Монстр ищет тело для своей сестры. Элис отдает Джулии книгу «Связующего». Зельда наконец понимает, что её обманывали. Квентин, Джулия и Пенни пытаются найти Эниалия, но появляется Монстр, убивает его и забирает последний камень. |            |                                                                                    |                         |                                       |                 |                     |
| 50 | 11         | «4-1-1» «The 4-1-1»                                                                | Мира Мэнон              | Генри Алонсо Майерс и Кристина Стрейн | 3 апреля 2019   | 0,51                |
| «Связующий» рассказывает, что Бахус, Айрис, Хека и Эниалий раньше были Библиотекарями, которые использовали «Связующего», чтобы сделать себя Богами. Они разрезали сестру Монстра на 4 части, получили её силу, а самого Монстра заперли в замке «Черный Шпиль». Джулия должны выбрать — стать могущественной богиней или нормальным человеком. Зельда и Кэди тайком пробираются в Ядовитую Комнату, чтобы найти книгу Эверетта. Зельда быстро читает его книгу и понимает, что Эверетт собирает магию, чтобы стать богом и что у него получится. Кэди вызывает на помощь Фогга. Фэн, Джош и Тик находят секретный проход в замке «Белый Шпиль». Марго снова присоединяются к группе. Квентин и Элис отправляются на поиски «Связующих Чар» в Южный Брейкбиллс к Маяковскому. Для этого Квентин отправляется в прошлое. Призрак Химана хочет, чтобы Пенни-23 и Джулия были счастливы вместе. Пенни-23 и Джулия целуются, но появляется Монстр и похищает Джулию. |            |                                                                                    |                         |                                       |                 |                     |
| 51 | 12         | «Тайное море» «The Secret Sea»                                                     | Шэннон Коли             | Элль Липсон и Дэвид Рид               | 10 апреля 2019  | 0,56                |
| Джулия разговаривает с Персефоной, но сестра Монстра вселяется в тело Джулии и ломает Персефоне шею. Сестра-Джулия не поощряет появившуюся у её брата любовь к смертным. Она хочет убить всех Старых Богов с помощью свитка, который Библиотека хранит в Ядовитой Комнате, чтобы попасть в измерение Старых Богов. Кэди и Зельда заперты в Ядовитой Комнате, они отравлены. Также там Кристофер Пловер, который выжил благодаря заклинанию медленного старения. Зельда говорит, что они еще могут вылечиться. Фогг спасает всех из Ядовитой Комнаты и вступает в неравный бой со стражами Библиотеки. Герои уходят, но сам Фогг попадает в тюрьму Библиотеки. Под замком «Белый Шпиль» есть проклятый резервуар воды, содержащей магию - Тайное море. Чтобы получить доступ к воде нужна защита от цветка из Утонувшего Сада, который распускается только если человек перед ним искренне любит Филлари. У Квентина получается заставить цветок зацвести. Квентин и Элис пьют воду с магией. Марго понимает, что любит Джоша. Эверетт раскрывает свои намерения Зельде. Близнецы убивают библиотекарей (кроме Шейлы). Когда Сестра-Джулия находит камеру Фогга, появляются Квентин и Элис. |            |                                                                                    |                         |                                       |                 |                     |
| 52 | 13         | «Не лучше ли быть в безопасности, чем сожалеть?» «No Better To Be Safe Than Sorry» | Крис Фишер              | Сера Гэмбл и Джон МакНамара           | 17 апреля 2019  | 0,50                |
| Пенни, Элис и Квентин помещают Сестру в бутылку. Чтобы вылечить Джулию, Пенни решает, что на будет обычным человеком. Джош вылечился и получил дополнительную магию из резервуара, которую он использует, чтобы переместить себя и Квентина в измерение Старых Богов. Там человек по имени Гольф предлагает отправить Близнецов в Шов в Зеркальном Измерении. Марго, Пенни и Квентин ловят Монстра с помощью «Связующих Чар» Фогга и благодаря ведуньям и магам с Земли и Филлори. Квентин, Пенни и Элис попадают в Зеркальное измерение, чтобы избавиться от Близнецов, но им мешает Эверетт. Квентин жертвует собой, чтобы всех спасти и отправить Монстров в Шов. Он проводит время с Пенни-40 в Подземном Мире. Тот рассказывает, что будет с его друзьями. Библиотека хочет, что её возглавила Элис. Марго и Элиот оказываются в будущем Филлори на 300 лет, когда правит Тёмный Король. На Земле, магия возвращается, и Джулия получается свою магию назад. Квентин погибает. |            |                                                                                    |                         |                                       |                 |                     |

### Сезон 5 (2020)
| № общий | № в сезоне | Название                                               | Режиссёр          | Автор сценария                               | Дата премьеры   | Зрители в США (млн) |
| --- | ---------- | ------------------------------------------------------ | ----------------- | -------------------------------------------- | --------------- | ------------------- |
| 53 | 1          | «Сделай что-нибудь безумное» «Do Something Crazy»      | Крис Фишер        | Генри Алонсо Майерс                          | 15 января 2020  | 0,43                |
| Пенни и Джулия отправляются наблюдать за звездами и видят магический метеоритный дождь. Они обнаруживают, что из-за большого выброса магии в мир метеориты врезаются в землю, и вся магия становится непредсказуемой. Джулии суждено использовать свою вновь обретенную магию, что помочь другим людям. Элиот и Марго оказываются в Филлори на 300 лет в будущем, где Фэн и Джош были свергнуты Тёмным Волшебником. Они навещают Часового Гнома, надеясь исправить это. Элис, переполненная горем, берет частичку души Квентина и создает голема. Фогг приглашает Пенни стать профессором в Брейкбилс для новых путешественников. Кэди ищет путь спасти ведуний от рун Библиотеки. |            |                                                        |                   |                                              |                 |                     |
| 54 | 2          | «Гнев пчел того времени» «The Wrath of the Time Bees»  | Крис Фишер        | Дэвид Рид                                    | 22 января 2020  | 0,36                |
| Марго пытается найти способ спасти своих и друзей и Филлори от темного будущего. Первая попытка — отправить назад Пчел Времени, чтобы они предупредили Джоша и Фэн. Но у Джоша обнаруживается аллергия на пчел, и они его убивают. После еще нескольких неудачных попыток Марго понимает, что не может спасти и Филлори и друзей, поэтому она пишет им письмо с инструкциями, чтобы Часовой Гном отправил их к ним будущее. Письмо в итоге отправляет Элиот, и весь двор успешно переносится в будущее. Голем Элис становится Квентином, но не взрослым, а его 12-летней версией. После целого дня проведенного с Элис, маленький Квентин исчезает. По совету декана Фогга Джулия ищет специалиста в магической метаматематике, чтобы узнать больше о грядущем апокалипсисе. |            |                                                        |                   |                                              |                 |                     |
| 55 | 3          | «Гора призраков» «The Mountain of Ghosts»              | Джон С. Скотт     | Сера Гамбл                                   | 29 января 2020  | 0,37                |
| Элиот и Элис отправляются в путешествие на Гору Призраков, чтобы сбросить последний кусок души Квентина в колодец, ведущий в подземный мир. Путешествие становится опасным из-за существ, которые называются «Захватчики». Во время подъема на гору они встречают волшебника Себастьяна, который знает, как противостоять «Захватчикам». На вершине горы Элиот признается Элис, что у них с Квентином была целая жизнь в другой временной линии. Фэн и Марго участвуют в турнире, который позволит им приблизиться к Темному Волшебнику и отменить изгнание из Филлори, которое наложено на Марго. Она узнает, что Джош и Фэн спали вместе и из злости сражается с Фэн, в итоге выигрывая турнир. На Земле Джулия и Пенни узнают, что всплески магии приведут к апокалипсису во время Гармонического Сближения. Элис и Элиот узнают, что волшебник, которого они встретили на горе – Тёмный Король. |            |                                                        |                   |                                              |                 |                     |
| 56 | 4          | «Анонимные волшебники» «Magicians Anonymous»           | Гита В. Патель    | Джон МакНамара                               | 5 февраля 2020  | 0,39                |
| Кэди присоединяется к «Анонимным Волшебникам», группе поддержки волшебников, где встречает декана Фогга. Они решают найти заклинание, которое можно использовать, чтобы спасти ведуний от рун Библиотеки. Все дороги приводят их в Эфирный Мир, наркотическо-магическую, карманную версию нашего мира. Фогг остается там в качестве «залога», а Кэди получает ключ к местоположению хранилища. Пенни и его студенты пытаются найти источник голоса, который они слышат. Элиот начинает служить Тёмному Королю в качестве придворного волшебника, но как двойной агент. Марго и Элиот пытаются раскрыть секреты Себа, Тёмного Короля, а Элиот еще и флиртует с ним. Джулия выходит на связь с Кларион, богиней музыки, которая говорит, что Гармоническое Сближение уничтожит весь мир. Кларион соглашается помочь, но только если её сделают человеком. Элис и Зельда подвергаются атаке Вестготов в Библиотеке. Зельда сжигает все книги людей, чтобы не дать Вестготам прочитать их. Джулия заключает сделку с Кларион, чтобы та спасла Пенни, забрав при этом его способности. Студентка Пенни, Плам, признаётся, что она на самом деле Чатвин, и именно ей суждено понять, что за сигнал они слышат. Марго обнаруживает, что Тёмный Король берет в плен фей. |            |                                                        |                   |                                              |                 |                     |
| 57 | 5          | «Апокалипсис? Сегодня?!» «Apocalypse? Now?!»           | Шэннон Коли       | Майк Мур                                     | 12 февраля 2020 | 0,34                |
| Зельда объясняет, что если они не позволят случиться Гармоническому Сближению, то таким образом остановят апокалипсис. Но это можно сделать только сдвинув Луну, что также как-то повлияет на всю магию. Джулия и Элис разговаривают с почитателями Луны (лунатиками), которые рассказывают им про магический ритуал, с помощью которого можно поговорить с Луной и попросить её сдвинуться. Чтобы поговорить с Луной команда должна получить «лунный мозг», то есть не спать 5 дней. Также они планируют ограбление, чтобы украсть лунный камень у Орена Вестбрука (маг, технарь, лунатик). Элиот начинает видеть и слышать Монстра. Марина-23 прерывает ограбление, чтобы помешать команде сдвинуть Луну. Элиот и Марина-23 сражаются друг с другом, но в результате в Луне образуется трещина, которая делит её напополам. |            |                                                        |                   |                                              |                 |                     |
| 58 | 6          | «Упс!... Я снова сделал это» «Oops!...I Did It Again»  | Джон Скотт        | Хиллари Бенефил                              | 12 февраля 2020 | 0,26                |
| Гармоническое Сближение было остановлено, но теперь Земле угрожают осколки Луны, которые долетят через 12 часов и уничтожат планету. У волшебников не получается остановить апокалипсис, но Элиот и Марго оказываются заперты во временной петле. Марго находит решение, но её выбрасывает из петли прежде, чем она успевает рассказать о нём Элиоту. Чарльтон присоединяется к Элиоту в качестве части сознания, и они пытаются проследить путь Марго. В итоге они отправляются на «пляж Фишер, 17 будка спасателей», где находят китов, которые рассказывают, что это они создали временную петлю, чтобы помешать пробуждению Кракена после ударов осколков Луны о Землю. Элиот убеждает китов выпустить Кракена еще до уничтожения Земли и переносится на 12 часов назад, ко времени, когда началась кража лунного камня у Орена Вестбрука. Помня все детали, Элиот меняет план — Марго вырубает Марину-23, луна соглашается передвинуться, таким образом отменяя Гармоническое Сближение и апокалипсис. |            |                                                        |                   |                                              |                 |                     |
| 59 | 7          | «Исполняющий обязанности декана» «Acting Dean»         | Стерлинг Харджо   | Элль Липсон                                  | 19 февраля 2020 | 0,33                |
| Земля спасена, но Филлори еще нет. Марго и Элиот хотят остановить Бика Пиквика из армии Тёмного Короля, который хочет поймать и уничтожить всех фей, якобы за кражу золота. Элис пытается починить обстоятельства магии и выясняет, что всё поменялось, потому что Луна разозлилась. Из 17-й реальности прибывает декан Фогг и хочет переместить весь Брэйкбилс-40 к себе в 17-ю реальность не самыми законными методами (по причине катастрофы в той реальности), но героям удается остановить его и закрыть в Чистой комнате. Джулия расстается с Пенни. В Филлори Марго отправляется на встречу с феями и встречает там Фэн. Элиот рассказывает Тёмному Королю, что Бик Пиквик владеет жуками, которые какают золотом, таким образом доказывая, что Феи не похищали это золото. В благодарность за спасение, Феи показывают Марго, Элиоту и Фэн правду от Тёмном Короле – именно он призывает «Захватчиков», используя королевское золото. Фогга-17 запирают в тюрьме Брейкбилс. |            |                                                        |                   |                                              |                 |                     |
| 60 | 8          | «Садовое убийство» «Garden Variety Homicide»           | Джеймс Л. Конуэй  | Джей Гард и Алекс Райман                     | 26 февраля 2020 | 0,31                |
| Захватчики похищают группу детей. Элиот, Марго, Джулия и Джош планируют убийство Себа, но Элиот сомневается из за своих чувств. Кролики объявляют, что Джулия беременна, и её беременность протекает намного быстрее из за «Месяца Красной Обезьяны» в Филлори. Элиот узнает о связи Себа с деревом, и герои решают срубить дерево, чтобы Себ не мог воскреснуть. Элиот и Марго меняются телами, и Марго узнает о Чарльтоне. Элиот (в теле Марго) и Джош идут срубать дерево, и Элиот случайно рушит отношения Марго и Джоша. Элиоту удается срубить дерево, но у Марго также не получается убить Тёмного Короля. Появляется Джулия и протыкает грудь Себа мечом, убивая его. Элис встречает Хэмиша Бакса в Брейкбилс, который вызывает эксперта по растениям, чтобы разгадать секрет страницы. Но эксперт оказывается заражен спорами грибов, которые также хотят эту страницу. Хэмиш ранен, он с Элис идет в теплицу, чтобы вылечить его. Там они обнаруживают панель обстоятельств, которая может помочь нормально колдовать. Они находят способ победить споры, но те захватывают Пенни. Пара (споры в теле Пенни) говорят Элис, что на странице рассказывается о «Семени Мира». Себ пробуждается, живой.                                                    |            |                                                        |                   |                                              |                 |                     |
| 61 | 9          | «Виолончель, белка, нарцисс» «Cello Squirrel Daffodil» | Тануния Маккирнан | Стефани Коггинс                              | 4 марта 2020    | 0,38                |
| Элиот и Джулия схвачены Себом за попытку его убийства. Марго и Фен возвращаются на Землю. Там они находят Кристофера Пловера, который проклят Скороговорками. В итоге, Марго ударяет Пловера своим топором излечивая его. Пловер рассказывает, что Себ на самом деле — это Руперт Чатвин. После того как его брат, Мартин, стал злым и жестоким Руперт попытался его остановить, привязав себя к Филлори, став таким образом бессмертным. За это Мартин проклял его вечным сном. После смерти Эверетта появились сильные приливы магии, которые пробудили Руперта от его проклятья. Руперт сам призвал Захватчиком и, помогая всем избавляться от них, стал Тёмным Королем. Сейчас Руперт пытается вернуть из мертвых свою любовь — Лэнса. Он решает не убивать Джулию и Элиота — вместо этого он просит их помочь ему с заклинанием разговора с мертвыми. Плам возвращается, и они с Пенни перемещаются по разным временам, в том числе попадают в Брейкбиллс 90х, где встречают более молодую версию декана Фогга. В итоге он помогает им оказаться в комнате, из которой шел Сигнал. Кэди и Элис захвачены Парой, который пытает их, чтобы ему отдали страницу. Пара отрезает Элис четыре пальца.                                                             |            |                                                        |                   |                                              |                 |                     |
| 62 | 10         | «Чистилище» «Purgatory»                                | Шэннон Коли       | Алекс Риттер                                 | 11 марта 2020   | 0,31                |
| Пенни и Плам заперты в комнате, из которой идет Сигнал. Хранитель пространства-времени по имени Элифас предлагает Плам удалить её генетические частицы, которые позволяют ей перемещаться. Джош оказывается в месте между миром живых и Подземным миром, которое также оказывается домом Захватчиков. Вместе с похищенной Захватчиками девочкой он попадет в Подземный Мир. Там он встречает Пенни-40. Марго испытывает сильную головную боль из за того, что её глаз феи находится в другой реальности. Через глаз Джош просит Элис и Кэди найти Аида, который ушел из Подземного Мира на Землю и скорбит о смерти своей жены, Персефоны. У Джулии получается перемещаться с помощью её ребенка-путешественника каждый раз, когда она пугается. Вновь обретенные силы помогают ей и Элиоту сбежать из тюрьмы и вернуться обратно на Землю. Пенни и Плам также возвращаются на Землю, и Пенни узнает о беременности Джулии. Джош сбегает из Подземного Мира и обнаруживает, что все Захватчики мертвы. |            |                                                        |                   |                                              |                 |                     |
| 63 | 11         | «Быть Хайменом» «Be the Hyman»                         | Дэвид Рид         | Майк Мур и Дэвид Рид                         | 18 марта 2020   | 0,37                |
| Пенни и Джулия мирятся. Марго, Фэн, Джош и Элиот засыпают и встречают Эмбера и Амбера, которые предупреждают их, что возвращение мертвых разрушит Филлори и другие миры. Амбер говорит, что у него есть ковчег, который может спасти Филлорианцев. Пенни просит Хаймена переместить друзей в дом Амбера, чтобы найти ковчег. Там Фэн, используя свои знания о Филлори, успешно забирает ковчег, который называется Великий Морской Конек. Кэди и Элис находят Марину и выясняют, что она наложила на себя заклинание, чтобы стать хорошей и что её неё есть девушка Анна. Они хотят сделать Мариной снова злой, чтобы она помогла им украсть Семя Мира у Пары из отеля Корабль. Элис хочет использовать Семя, чтобы вырастить новый Филлори. Пенни рассказывает Джулии, что у его матери также были психические срывы во время беременности им, и он боится, что это же произойдет с Джулией. Хайман снова хочет стать призраком. Пара освобождает Фогга-17 из тюрьмы, и он крадет панель обстоятельств. Джулия снова встречает сэра Эффингема, который рассказывает о своих видения уничтожения Филлори. Марина становится собой. |            |                                                        |                   |                                              |                 |                     |
| 64 | 12         | «Яйца» «The Balls»                                     | Мира Менон        | Элль Липсон, Джон МакНамара и Джозеф Мирелес | 25 марта 2020   | 0,40                |
| Группа разрабатывает план, чтобы украсть Семя из отеля Корабль, несмотря на легендарную систему безопасности и охранников-големов. Зельда помогает сотворить заклинание Дирижера для ментальной связи всей группы через Марину, но оно прерывается сэром Эффингемом. В итоге каждый раз при появлении эмоций герои начинают петь. Поэтому они решают закупорить эмоции в бутылке, как делали это раньше. Пара рассказывает Фэн, что они хотят использовать Семя для создания нового мира, чтобы стать семьей и иметь детей. Фогг-17 пробует помешать ограблению, но Кэди обманывает его, и он пьет виски с подмешанными наркотиками, которые отправляют его в эфирный мир. Марго ранит Пару во время сражения. Команда успешно крадет Семя, а Элис просит Санта-Клауса помочь им сбежать из отеля на санях. Пенни находит свою мать, которая работает медсестрой. Также он понимает, что между матерью и её ребенком-путешественником есть связь, которая психические расстройства, если мать и ребенок находятся рядом. Мать Пении просит прощения и бросает его. |            |                                                        |                   |                                              |                 |                     |
| 65 | 13         | «Филлори и за ее пределами» «Fillory and Further»      | Крис Фишер        | Сера Гэмбл и Генри Алонсо Майерс             | 1 апреля 2020   | 0,43                |
| Мертвые начинают возвращаться в мир, в том числе и Зверь, который всё это время выдавал себя за любовь всей жизни Себа. Зельда жертвует собой, чтобы помочь команде сбежать. Себ решает умереть вместе с Филлори, но его спасает Джейн Чатвин. Профессор Липсон находит способ восстановить разум Фогга-40, вернувшегося из Эфирного мира вместо попавшего туда Фогга-17, и он рассказывает способ спасти Джулию и её дочь Хоуп. В результате Пенни получает свои силы обратно в те моменты, когда он держит Хоуп. Джош, Фэн, Марго и Элис используют Семя Мира, чтобы создать новый Филлори, построенный на их идеалах, но в процессе они исчезают. Элиот становится преподавателем в Брейкбиллс и начинает развивать отношения с Чарльтоном. Пенни и Джулия ищут потерявшихся друзей. Джош, Фэн, Марго и Элис оказываются в новом мире, где они решают выпустить всех спасенных жителей Филлори и начать новую жизнь. |            |                                                        |                   |                                              |                 |                     |